# Мария Пруска (1855–1888)
Мария Елизабет Луиза Фридерика Пруска (на немски: Marie von Preussen; Marie Elisabeth Luise Friederike Prinzessin von Preußen; * 14 септември 1855, Марморпалат, Потсдам; † 20 юни 1888, замък Албрехтсберг, Дрезден) от род Хоенцолерн, е принцеса от Кралство Прусия и чрез женитби принцеса на Нидерландия и на Саксония-Алтенбург.

## Живот
Тя е най-голямата дъщеря на генерал-лейтенант Фридрих Карл Пруски (1828 – 1885) и съпругата му, втората му братовчедка, принцеса Мария Анна фон Анхалт-Десау (1837 – 1906), дъщеря на херцог Леополд IV фон Анхалт-Десау (1794 – 1871) и принцеса Фридерика фон Прусия (1796 – 1850), дъщеря на наследствения принц Фридрих Лудвиг Карл фон Прусия и Фридерика фон Мекленбург-Щрелиц.
Мария Пруска се омъжва на 24 август 1878 г. в Новия палат в Потсдам за принц Хайнрих Нидерландски (* 13 юни 1820; † 14 януари 1879, Волфердинген, Люксембург), щатхалтер на великото херцогство Люксембург (1850 – 1879), адмирал-лейтенант на нидерландския флот, третият син на крал Вилхелм II Нидерландски (1792 – 1849) и великата руска княгиня Анна Павловна (1795 – 1865), дъщеря на руския император Павел I и Мария Фьодоровна. По-големият му брат Вилем III (1817 – 1890) е крал на Нидерландия. Тя е втората му съпруга. Бракът трябвало да помогне на спасяването на Оранската династия от изчезване, но нейният съпруг умира на 14 януари 1879 г. Бракът е бездетен.
Мария Пруска се омъжва след шест години втори път на 6 май 1885 г. в Берлин за принц Алберт фон Саксония-Алтенбург (* 14 април 1843; † 22 май 1902), син на баварския генерал-лейтенант принц Едуард фон Саксония-Алтенбург (1804 – 1852) и втората му съпруга принцеса Луиза Каролина Ройс-Грайц (1822 – 1875).  Бракът е хармоничен. Те имат две дъщери.
Мария Пруска умира на 32 години на 20 юни 1888 г. от родилна температура в дворец Абрехтесберг, Дрезден, и е погребана във фамилната гробница на род Саксония-Алтенбург. Алберт фон Саксония-Алтенбург се жени втори път на 13 декември 1891 г. в Ремплин, Мекленбург, за херцогиня Хелена фон Мекленбург-Щрелиц (1857 – 1936).

## Деца
Мария Пруска и Алберт имат децата:
- Олга Елизабет Карола Виктория Мария Анна Агнес Антоанета (* 17 април 1886, дворец Албрехтсберг; † 13 януари 1955, Мюнстер), омъжена на 20 май 1913 г. в Райхен за граф Карл Фридрих фон Пюклер-Бургхаус (* 7 октомври 1886; † 13 май 1945), син на граф Фридрих Вилхелм Антон Ердман фон Пюклер-Бургхаус (1849 – 1920) и Елла фон Кьопен (1862 – 1899)
- Мария (* 6 юни 1888, Мюнхен; † 12 ноември 1947, Хамбург), омъжена на 20 април 1911 г. в Алтенбург (развод 4 март 1921) за принц Хайнрих XXXV Ройс-Кьостриц (* 1 август 1887; † 17 януари 1936), син на принц Хайнрих VII Ройс-Кьостриц (1825 – 1906) и принцеса Мария Александрина Анна София Августа Хелена фон Саксония-Ваймар-Айзенах (1849 – 1922).